# كلية العلوم بالرباط
كلية العلوم بالرباط هي مؤسسة مغربية عمومية للتعليم العالي أُنشِئت سنة 1952، وهي تابعة لجامعة محمد الخامس بالرباط. تتيح كلية العلوم بالرباط للطلاب الحاصلين على شهادة البكالوريا في الشعبة العلمية استكمال دراساتهم العليا في في عدد من المجالات العلمية من بينها الرياضيات وعلوم الحاسوب والفيزياء والأحياء والكيمياء وعلوم الأرض.

## لمحة تاريخية
افتتح المبنى الرئيسي لكلية العلوم بالرباط لأول مرة عام 1952، وكان يعمل تحت اسم مركز الدراسات العلمية العليا، ولكن بعد إنشاء جامعة محمد الخامس في عام 1957، تحول المركز إلى كلية العلوم بالرباط بدءًا من العام الدراسي 1957-1958. شهدت الكلية توسعا كبيرا في مبانيها على عدة مراحل، وبحلول عام 1966 كانت مساحة الأرض التي تغطيها الكلية قد تضاعفت. وبحلول نهاية السبعينيات من القرن العشرين كانت مساحة الكلية قد تضاعفت أربع مرات لمواكبة الزيادة السريعة في عدد الطلاب ولتلبية الاحتياجات المتزايدة لمختبرات البحوث، فبعد أن كان عدد خريجي الكلية 23 خريجا فقط في عام 1961، تضاعف عدد خريجي كلية العلوم بالرباط عدّة مرات ليصل إلى نحو 600 خريجا سنويا خلال السنوات الأخيرة.

## شروط القبول
يشترط لقبول الطالب المترشح للدراسة في كلية العلوم بالرباط، أن يكون الطالب قد حصل على شهادة الباكالوريا في شعبة العلوم الرياضية أو العلوم التجريبية، بالنسبة لمسالك الإجازة الأساسية.

## أبرز الشخصيات بالكلية
ضمت هيئة التدريس بكلية العلوم بالرباط العديد من الشخصيات الهامة، وكان من بين أبرز الشخصيات التي تولت التدريس بالكلية عبد الحق الجي (1979-1984) عالم الرياضيات والأستاذ الفخري بجامعة بربينيان وعضو أكاديمية الحسن الثاني للعلوم والتقنية. وإلى جانب هيئة التدريس بالكلية، فقد تولى عمادة الكلية عدد من الأساتذة البارزين، ويوضح الجدول التالي أسماء أبرز من تولوا منصب العميد لكلية العلوم بالرباط منذ تأسيسها وحتى الآن:
| عميد الكلية              | تاريخ تولي المنصب | تاريخ ترك المنصب |
| ------------------------ | ----------------- | ---------------- |
| باسكواليني               | 1958              | 1960             |
| جان ديشامب               | 1960              | 1963             |
| ألبرت ساسون              | 1963              | 1969             |
| عبد اللطيف بن عبد الجليل | 1969              | 1975             |
| إدريس خليل               | 1975              | 1985             |
| أحمد كركور               | 1985              | 1987             |
| عبد الرحمن السعيد        | 1987              | 1996             |
| حجوب مسوكر               | 1996              | 1999             |
| حسن شلية                 | 1999              | 2005             |
| وائل بنجلون              | 2005              | 2010             |
| سعيد أمزازي              | 2010              | 2014             |
| مراد بلقاسمي             | 2015              | 2019             |
| محمد الركراكي            | 2020              | - حتى الآن       |

## وصلات خارجية
- الموقع الرسمي لكلية العلوم بالرباط